# ビーム (お笑いコンビ)
ビームは、かつてホリプロコムで活動していたお笑いコンビ。1998年結成、2007年7月10日解散。

## プロフィール
- 今仁 靖久（いまにやすひさ、1975年5月22日 - ）

ツッコミ担当。千葉県船橋市出身。
現在はピン芸人「イマニヤスヒサ」として活動。
- 吉野 誠（よしのまこと、1975年4月15日 - ）

ボケ担当。千葉県白井市出身。一時期はマイナスターズとしても活動。
解散後は放送作家として活動し、『バナナマンのバナナムーンGOLD』、『バカヂカラ』の構成を担当していた。その後、2009年12月28日放送の『バナナマンのバナナムーン』出演時に、家族を養うために放送作家をやめて掃除のアルバイトを始め、その後はマッサージ屋をして生活を送っていることが明らかにされた。しかし現在でもバナナムーンには、年末の設楽対日村で行う紅白歌合戦や、ヒムペキ兄さんのコーナーに出演することもある。
大竹一樹（さまぁ〜ず）の運転手を務めていた時期もあった。
阪神タイガース・オリックス・バファローズ・福岡ソフトバンクホークスに所属した元プロ野球選手の吉野誠と同姓同名。

## 来歴
1998年結成。1999年、ホリプロほりおこしライヴでデビュー。2003年1月、旧M2カンパニーを前身とする子会社・ホリプロコムの発足により同社に移籍。2007年7月10日をもって解散。

### 再結成、再び解散
2008年4月21日放送の『バナナマンのバナナムーン』」にて、事務所の先輩である設楽統（バナナマン）の誕生日企画のために再結成した。日村勇紀から再結成してネタを披露して欲しいと頼まれた際は断ったが、大変お世話になっていた設楽の誕生日企画だと知ると承諾した。新ネタのショートコント1本をやって再び解散した。

## 出演番組
- 新しい波8（フジテレビ）
- 爆笑そっくりものまね紅白歌合戦（フジテレビ）
- ガチンコ視聴率バトル（テレビ朝日）
- 内村プロデュース（テレビ朝日）
- チャンネル☆ロック（TBS）
- エンタの神様（日本テレビ）　キャッチコピーは「歪曲のレーザー光線」
- 大笑点（日本テレビ）
- イエヤス（CBC）
- GENETICS「シチュエーションコント部」（WOWOW）
- 爆笑オンエアバトル（NHK）戦績4勝13敗 最高465KB
  - 同番組では2002年10月19日放送回から2005年1月8日放送回まで8連敗を記録するなどかなり苦戦していた。なお、この8連敗という記録は番組内ではワースト4位[2]、通算オフエア回数13回もワースト4位[3] の記録となっている。
  - 100KB台～400KB台まで全て経験しているが、唯一オーバー500だけは達成できなかった。また、トップ通過も1度も経験したことがない。
- ゼベック・オンライン（TOKYO MX、2004年10月11日）
- お台場お笑い道（フジテレビONE、2005年9月25日）

## リリース作品

### VHS
- マジックパーティー100 付属ビデオ（2004/7/15発売 タカラトミー）

### DVD
- ホリプロお笑い紅白ネタ合戦 （2004/12/15発売 ユニバーサルミュージック）
- ビームライブ トラースキック （2006/07/19発売 ポニーキャニオン）